# パウル・ザッハー
パウル・ザッハー（Paul Sacher, 1906年4月28日バーゼル ― 1999年5月26日）はスイスの指揮者・作曲家。多くの近代音楽作曲家のパトロン・スポンサー的役回りを演じたことで知られる。

## 経歴
バーゼルに生まれたザッハーは、ワインガルトナーらのもとで学んだのち、1926年に、古典派音楽や近代音楽作品を演奏する目的で旧バーゼル室内管弦楽団（Basler Kammerorchester）を設立した。ザッハーは世界的製薬会社エフ・ホフマン・ラ・ロシュ社オーナーの未亡人と結婚したことによって巨万の富を手中におさめ、その有り余る富によって同時代の作曲家への作品委嘱を盛んに行なう。
ザッハーの委嘱によって生まれた作品は数多く存在し、ストラヴィンスキーの「弦楽のための協奏曲」（バーゼル協奏曲）、バルトークの「弦楽器と打楽器とチェレスタのための音楽」と「ディヴェルティメント」、オネゲルの交響曲第2番と第4番「バーゼルの喜び」などが特によく知られる。その他にもザッハーの委嘱を受けた作曲家はヒンデミット、ヘンツェ、エリオット・カーター、バートウィッスルなど枚挙に暇がない。ブーレーズの「メサージェスキス」は、ザッハーの70度目の誕生日を祝って献呈された音楽作品のひとつである。
日本では武満徹の「ユーカリプス」がザッハーの委嘱によるものであり、オーレル・ニコレ、 ハインツ・ホリガーなどによって初演された。
ザッハーはバーゼル・スコラ・カントルムの創設者でもあり、初期音楽や古楽器研究の先駆者的役割も担った。バーゼル・スコラ・カントルムは後にバーゼル市立音楽アカデミーに発展、ザッハーはアカデミーの校長職に就き、1969年までその地位を全うした。1970年には来日を果たしている。彼のバーゼルに作った財団「パウル・ザッハー財団」は現在博物館になっており、現代作曲家の自筆の楽譜の収集にあたって一般に公開していることで有名である。
トーマス・マンの小説『ファウストゥス博士』の中にも、オットー・クレンペラー、エルネスト・アンセルメなどとともに実名で登場する。